# تحت الصفر (فلم)
تحت الصفر هو فيلم دراما مصري من إخراج عادل عوض وتأليف أسامة أنور عكاشة  ومن بطولة نجلاء فتحي، صلاح السعدني، عايدة رياض وعبد العزيز مخيون.

## نبذه
تدور الأحداث حول ثلاثة أصدقاء: وجيه، وسعد، ومصطفى؛ الذين يقطنون بنفس المنطقة، ويتنافسوا على حب امرأة واحدة، هي نادية والتي تختار مصطفى لتتزوجه، وعندما يعود مصطفى من عمله في إحدى الدول العربية، يتم القبض عليه بتهمة تهريب المخدرات، لتتصاعد الأحداث.

## طاقم العمل

### ابطال الفيلم
| اسم الممثل        | دوره                       |
| ----------------- | -------------------------- |
| نجلاء فتحي        | (رجاء)                     |
| صلاح السعدني      | (سعد)                      |
| عايدة رياض        | (فوزي)                     |
| عبدالعزيز مخيون   | (وجيه)                     |
| شوقي شامخ         | (مصطفى)                    |
| راندا             | (ميساء)                    |
| محمد متولي        | (حربي)                     |
| محمد توفيق        |                            |
| ليلى فهمي         |                            |
| علاء عوض          | (ماهر)                     |
| لطفي لبيب         | (عبد السلام \ محامي)       |
| سامي مغاوري       | (مُحسن)                     |
| أشرف طلبة         |                            |
| محمود البزاوي     |                            |
| أحمد سامي عبدالله |                            |
| زايد فؤاد         |                            |
| عبير لطفي         |                            |
| علي فوزي          |                            |
| إيمان حلمي        |                            |
| ولاء مطر          |                            |
| حسين الشريف       | (شرطي في المطار - ضيف شرف) |
| ياسمين شحاته      |                            |
| رشاد عوض          |                            |
| وسيلة حسين        |                            |
| محمود علوان       |                            |
| نادية رفيق        |                            |
| أحمد صادق         |                            |
| صباح محمود        |                            |
| عاطف رزق          |                            |
| فوزي الشرقاوي     |                            |
| المنتصر بالله     | (في طابور العيش)           |
| حسين السيد        |                            |

### التوزيع
| توزيع                               | دوره              |
| ----------------------------------- | ----------------- |
| دولار فيلم (إسماعيل الكردي وأولاده) | (التوزيع الداخلي) |
| سكرين 2000                          | (التوزيع الخارجي) |
| حورس للفيديو والسينما               | (توزيع الفيديو    |

### الديكور
| ديكور          | دوره            |
| -------------- | --------------- |
| الدسوقي محمود  | (منسق المناظر)  |
| ماهر عبد النور | (مهندس الديكور) |
| فاتن كامل      | (منفذة الديكور) |

### الإنتاج
| إنتاج           | دوره            |
| --------------- | --------------- |
| سكرين 2000      | (منتج)          |
| عاطف رزق        | (إدارة الإنتاج) |
| مجدي عبد المسيح | (منتج فني)      |

## وصلات خارجية
- مقالات تستعمل روابط فنية بلا صلة مع ويكي بيانات

| أيقونة بذرة | هذه بذرة مقالة عن فيلم مصري بحاجة للتوسيع. فضلًا شارك في تحريرها. |